# 빈민 국민주의자당
빈민 국민주의자당(貧民國民主義者党, 버마어: ဆင်းရဲသား ဝံသာနုအဖွဲ့)은 바 모가 이끄는 버마의 정당이었다.

## 역사
이 정당은 1936년 총선에 도전하기 위해 1935년에 결성되었으며, 1920년대와 1930년대에 버마 협회 총협의회에서 성장한 수많은 정당 중 하나였다. 이 법안은 임대료와 세금 인하, 마을 이장 선거, 농민을 위한 국가 신용 대출, 외국 소유 농지 환매 등을 요구하면서 농민의 관심을 끌기 위한 것이었다.
비록 당이 선거에서 하원 의석 132석 중 16석만을 얻었음에도 불구하고 바 모는 정부를 구성할 수 있었지만 다른 정당과 합의에 도달하려면 당 선언문의 대부분을 포기해야 했다.
제2차 세계 대전이 시작된 후 이 정당은 도바마 아시아요네(Dobama Asiayone)와 합병하여 자유 블록(Freedom Bloc)을 형성했다.